# Frederick Deburghgraeve
Frederick Deburghgraeve (Bélgica, 1 de junio de 1973) es un nadador belga retirado especializado en pruebas de estilo braza, donde consiguió ser campeón olímpico en 1996 en los 100 metros.

## Carrera deportiva
En los Juegos Olímpicos de Atlanta 1996 ganó la medalla de oro en los 100 metros braza, con un tiempo de 1:00.65 segundos, por delante del estadounidense Jeremy Linn y el alemán Mark Warnecke; dos años después, en el Campeonato Mundial de Natación de 1998 celebrado en Perth (Australia), ganó la medalla de oro en los 100 metros estilo braza, con un tiempo de 1:01.99 segundos, por delante del italiano Domenico Fioravanti y del estadounidense Kurt Grote.